# Altata
Altata är en ort i Mexiko.   Den ligger i kommunen Navolato och delstaten Sinaloa, i den västra delen av landet, 1 100 km nordväst om huvudstaden Mexico City. Altata ligger 2 meter över havet och antalet invånare är 2 001.
Terrängen runt Altata är mycket platt. Havet är nära Altata åt sydväst.  Närmaste större samhälle är Dautillos, 10,7 km norr om Altata. 